# Nestor Luiz
Nestor Luiz, nome artístico de Luiz Carlos Luiz Júnior (Garopaba, 8 de novembro de 1996), é um cineasta brasileiro.

## Carreira
Formado pelo Latin America Film Institute (L.A. FILM), diretor do curta-metragem A Fita Vermelha. Foi vencedor do Ibero Challenge 2021 (48 Hour Film Project), um festival internacional de cinema. Essa direção lhe rendeu também prêmio de Melhor Diretor, além de reconhecimento público. A sua obra foi exibida no Filmapallooza e no Festival de Cannes em 2022, na categoria "Best of 48h", Short Film Corner. O roteiro foi escrito por Nick Farewell. É protagonizado por Gabriela Magnani e Talita Coling.

## Filmografia
| Ano  | Título          |
| ---- | --------------- |
| 2021 | A Fita Vermelha |